# یخچال تاریخی نائین
یخچال تاریخی نائین مربوط به دوره قاجار است و در نائین، محله کلوان واقع شده و این اثر در تاریخ ۲۴ اسفند ۱۳۸۳ با شمارهٔ ثبت ۱۱۵۶۵ به‌عنوان یکی از آثار ملی ایران به ثبت رسیده است.